# Kamp Poniatowa
Poniatowa was een dwangarbeiders-, concentratie- en krijgsgevangenenkamp in het Poolse Poniatowa tijdens de Tweede Wereldoorlog.

## Geschiedenis
In september 1941 werd Poniatowa in gebruik genomen door de Duitsers. Aanvankelijk deed het kamp dienst als krijgsgevangenenkamp voor gevangen genomen troepen van het Rode Leger. In december datzelfde jaar waren er 24.000 gevangenen geïnterneerd. De levensomstandigheden waren dusdanig slecht, dat er elke dag honderden slachtoffers vielen. Begin 1942 waren er al meer dan 22.000 gevangenen om het leven gekomen en begraven in de tweeëndertig massagraven. Uiteindelijk overleefden ongeveer vijfhonderd krijgsgevangenen het kamp. Dit waren voornamelijk Volksduitsers, die zich aanboden om vrijwillig dienst te doen bij de SS. Ze werden in het trainingskamp Trawniki opgeleid.
In de zomer van 1942 werd het kamp door de Wehrmacht overgedragen aan de Schutzstaffel (SS). Die organisatie begon Poniatowa al snel te gebruiken als dwangarbeiderskamp. Het kamp werd verdeeld in drie secties, te weten de fabrieksgebouwen, de administratie en de barakken voor geïnterneerden.
In oktober 1942 kwamen de eerste Joodse gevangenen aan in het kamp. Begin 1943 waren er circa 1.500 Joden in het kamp geïnterneerd. Nadat de opstand in het getto van Warschau was neergeslagen, werden nog eens 16.000-18.000 Joden naar Poniatowa gedeporteerd. Tevens werd de textielfabriek vanuit het getto naar Poniatowa overgebracht. In deze fabriek werkten ongeveer tienduizend gevangenen. De gevangenen die niet in de fabriek werkten, deden verschillende werkzaamheden, voornamelijk buiten. Naast het grote aantal Joden dat vanuit Warschau naar Poniatowa werd gedeporteerd, kwamen er ook Joden vanuit kleinere getto's, zoals Bełżyce en Staszów. In mei 1943 werd er bovendien een groep van 807 Joden uit het vernietigingskamp Treblinka gedeporteerd, die in Poniatowa dwangarbeid moesten verrichten.
De Joden in Poniatowa waren vaak specialisten of jonge mensen, die in staat waren zwaar werk te verrichten. Onder de gevangenen zaten welvarende en invloedrijke families, voornamelijk afkomstig uit het getto van Warschau. Zo waren dokters, artiesten, voormalig industriëlen en leden van de Judenrat in het kamp gevangengezet. De groep die echter kon rekenen op de beste posities onder de gevangenen, waren de Oostenrijkse en Slowaakse Joden. Zij kregen de beste functies toegewezen en werden door Poolse Joden vaak bestempeld als collaborateurs.
Tot augustus 1943 waren de omstandigheden in het kamp relatief goed te noemen. Deze relatief goede omstandigheden veranderden echter drastisch toen Poniatowa volgens de principes van een concentratiekamp begon te werken. In augustus 1943 had Odilo Globocnik, de SS- und Polizeiführer van het district Lublin, een bezoek gebracht aan het kamp. Globocnik, die eindverantwoordelijk was voor Aktion Reinhard, sommeerde de SS'ers harde op te treden tegen de gevangenen. Na Globocniks bezoek werd er dan ook met bruut geweld opgetreden tegen gevangenen die de regels overtreden. In de weken hierna werden honderden gevangenen door SS'ers en Oekraïense bewakers geëxecuteerd of doodgemarteld. De lichamen van de vermoorde Joden werden in een primitief crematorium verbrand: een ijzer bed waaronder men het vuur aanstak. Het echte crematorium was in die tijd nog in aanbouw.
Op 4 november 1943 begonnen de Duitsers met de afbraak van Poniatowa. Op die dag werden 14.800 volwassenen en 800 kinderen vermoord in het kader van Aktion Erntefest. Gevangenen die verzet boden, werden levend verbrand in hun barakken. Vanuit vernietigingskamp Majdanek werden Sonderkommando's naar Poniatowa getransporteerd, om daar de kleding te sorteren en de lijken te verbranden. Aanvankelijk had de SS een groep van circa honderdvijftig gevangenen in Poniatowa aangesteld voor deze taak, maar die weigerden en werden geëxecuteerd. Slechts enkelen wisten te ontsnappen voordat het kamp geheel werd vernietigd.

## Tegenwoordig
Er zijn nog enkele overblijfselen van het kamp te bezichtigen. De kommandantur, de omheining en enkele fabrieksgebouwen staan nog overeind. Daarnaast is het perron nog intact, net als een deel van de spoorlijn.
Alfabetisch op naam.  Indien een kamp meerdere rollen had, staat het in de "hoogste" groep.
Zie ook: Lijst van naziconcentratiekampen · Jappenkampen in Nederlands-Indië · Lijst van jappenkampen